# Enfidha
Enfidha (of Dar-el-Bey, Arabisch: دار البي) is een stadje in het noordoosten van Tunesië met ongeveer 11.000 inwoners. 
In 2009 werd de Luchthaven Enfidha geopend.